# خطوط هوایی مارکوپولو
خطوط هوایی مارکوپولو (انگلیسی: MarcoPolo Airways) یک شرکت هواپیمایی در افغانستان است.
در دسامبر ۲۰۰۳، اعلام شد که این شرکت پروازهایی میان کابل و دبی انجام می‌دهد.